# هناء الكوشة
هناء إبراهيم ضيف الله الكوشة (ولدت في يناير 1997)، هي لاعبة كرة قدم أردنية أمريكية المولد، تلعب في مركز خط وسط. و كانت عضوًا في المنتخب الوطني الأردني للسيدات. ولدت في مدينة سيدار رابيدز، آيوا.

## الأهداف الدولية
| #  | تاريخ         | مكان                       | الخصم     | الأهداف | النتيجة | المنافسة |
| -- | ------------- | -------------------------- | --------- | ------- | ------- | -------- |
| 1. | 2 فبراير 2018 | ستاد البتراء، عمان، الأردن | أفغانستان | 2–0     | 5–0     | ودية     |